# Горные науки
Горные науки (или горная наука) — совокупность научных знаний о:
- природных условиях залегания месторождений полезных ископаемых и физических явлениях, происходящих в толще горных пород в связи с проведением выработок.
- организации производства и труда, обеспечивающих безопасную и экономичную разработку месторождений[1].

## Объект, цель и методы науки
Объектом изучения горных наук являются недра Земли, подвергающиеся техногенным изменениям.
Цель — получение знаний по освоению, рациональному использованию и сохранению природных ресурсов Земли.
Рассматриваются условия залегания месторождений полезных ископаемых, физико-механические свойства горных пород, физические и химические явления, происходящие в толще горных пород при проведении горных выработок и способах добычи и обогащения полезных ископаемых.

## Разделы
Горные науки делятся на четыре группы:
1. Горное недроведение (горная геометрия, квалиметрия недр, механика горных пород) занимается изучением свойств пород и других георесурсов в недрах Земли под техногенным воздействием;
2. Горная системология;
3. Геотехнология;
4. Обогащение полезных ископаемых.